# ГЕС Пхальдан
ГЕС Пхальдан (кор. 팔당, інша назви — ГЕС Палданг) — гідроелектростанція у Південній Кореї. Знаходячись після ГЕС Cheongpyeong, становить нижній ступінь каскаду у сточищі річки Хан (басейн Жовтого моря).
Станція є першою (і останньою) у складі каскаду, яка розташована безпосередньо на Хані, а не його правому витоку Пукхангані. В межах проєкт річку перекрили бетонною гравітаційною греблею висотою 29 метрів та довжиною 575 метрів, яка потребувала 250 тис. м3 матеріалу. Вона утримує водосховище з площею поверхні 36,5 км2 та об'ємом 244 млн м3 (корисний об'єм лише 18 млн м3), в якому припустиме вкрай незначне коливання рівня в операційному режимі між позначками 25 та 25,5 метра НРМ (у випадку повені останній показник може зростати до 27 метрів НРМ).
Інтегрований у греблю машинний зал в 1973-му ввели у експлуатацію з двома бульбовими турбінами потужністю по 20 МВт. У 1999-му їх доповнили ще однією з показником 40 МВт, а в 2004-му завдяки встановленню четвертого гідроагрегата довели загальну потужність станції до 120 МВт. Обладнання працює при напорі у 11,8 метра та забезпечує виробництво 378 млн кВт-год електроенергії на рік.
Споруджена після злиття витоків Хан гребля Пхальдан відіграє важливу роль у захисті столиці країни Сеула від повеней, а також у водопостачанні його агломерації.